# Anuixavan Hassan-Djalalov
Anuixavan Hassan-Djalalov (rus: Анушаван Рафаэлович Гасан-Джалалов)  (Gyumri, 23 d'abril de 1947) és un remer armeni, ja retirat, que va competir sota bandera de la Unió Soviètica durant la dècada de 1970.
El 1976 va prendre part en els Jocs Olímpics d'Estiu de Mont-real, on guanyà la medalla de bronze en la prova del quatre sense timoner del programa de rem. Formà equip amb Raul Arnemann, Nikolai Kuznetsov i Valeri Dolinin.
En el seu palmarès també destaquen dues medalles de plata en el quatre sense timoner al Campionat del Món de rem, el 1974 i 1975 i una medalla de bronze en el quatre amb timoner al Campionat d'Europa de rem de 1971.